# Voo Vietnam Airlines 815
O Voo Vietnam Airlines 815 era um voo regular da Vietnam Airlines da Cidade de Ho Chi Minh para o Aeroporto Internacional Pochentong de Phnom Penh. Em 3 de setembro de 1997, o Tupolev Tu-134B-3 que realizava a rota, caiu na aproximação final de aproximadamente 800 m perto da pista, matando 65 das 66 pessoas a bordo. A aeronave foi totalmente destruída.

## Acidente
O Voo 815 partiu da cidade de Ho Chi Minh por volta de 1 hora da tarde em um voo de 45 minutos para Phnom Penh. A aeronave estava se aproximando do aeroporto de Phnom Penh pelo leste sob forte chuva. O avião deveria estar voando a 14.000 pés (4,300 m) quando começou sua aproximação, mas estava a 10.000 pés (3.000 m) quando atingiu o alcance do radiofarol não direcional de Pochentong.
Anteriormente, o aeroporto tinha um VOR/DME localizado na estação, mas havia sido saqueado em julho. Por causa disso, os pilotos tiveram que usar o NDB localizado a 5 km oeste para obter uma localização geral da área, e tiveram que continuar descendo até que pudessem fazer contato visual com o campo de aviação em tempo inclemente. Como resultado, a frequência de pousos arremetidos aumentou durante a estação chuvosa. As luzes da pista também foram saqueadas, mas teriam sido substituídas e iluminadas na época.
Uma vez dentro do alcance do NDB, o piloto pediu permissão à torre de controle para pousar a 5.000 pés (1.500 m). A torre de controle concordou, mas solicitou que o piloto lembrasse a torre de controle frequentemente de sua abordagem, devido ao mau tempo. No entanto, quando o avião se aproximou do aeroporto, estava a 3.000 pés (910 m) quando o piloto novamente pediu permissão para pousar, informando que não havia encontrado a pista. O piloto recebeu permissão para descer para 2000 pés (610 m) e foi orientado a manter contato.
Após um momento a torre de controle indagou se o piloto havia encontrado a pista, ao que o piloto respondeu que não podia ver a pista. A torre de controle informou ao piloto que a direção do vento estava mudando. O piloto estava em uma aproximação leste para a pista 23, a torre solicitou que o piloto se aproximasse da pista 5 pelo oeste. Continuar na aproximação leste faria com que o piloto tentasse pousar a favor do vento. O piloto atendeu ao pedido e não teve mais contato com a torre de controle.
Dois minutos depois, o Voo 815 foi avistado ainda se aproximando do leste. O avião continuou descendo até atingir 200 pés (61 m) acima do solo. O gravador de voz da cabine mostrou naquele momento que o primeiro oficial, Hoang Van Dinh, pediu ao capitão, Pham Van Tieu, que parasse e abortasse o pouso, pois ainda não tinham visão da pista. O capitão disse que esperaria um pouco. O avião desceu a 100 pés (30 m), ainda sem visão da pista, momento em que o primeiro oficial e o engenheiro de voo pediram novamente ao comandante para arremeter o pouso. Porém, era tarde demais. Quatro segundos depois, a asa esquerda do avião atingiu uma palmeira. Naquele momento eles não estavam em linha com a pista, tendo mudado para a esquerda através do lado militar do aeroporto. Uma colisão em uma árvore fez com que um dos motores parasse em chamas. A asa direita rasgou uma casa. O avião inclinou-se para a esquerda e atingiu o solo a 270 km/h.
Testemunhas oculares afirmaram que as chamas começaram a sair da cauda do avião depois que ele atingiu a árvore. Uma testemunha afirma que viu uma porta de emergência aberta e pôde ver os passageiros aglomerados na porta, mas nenhum saltou antes do avião atingir o solo. A aeronave então deslizou 180 metros através de vários arrozais secos antes de explodir por volta das 13h40.

## Passageiros e tripulação
| Nacionalidade | Passageiros | Tripulantes | Total |
| ------------- | ----------- | ----------- | ----- |
| Taiwan        | 22          | 0           | 22    |
| Coreia do Sul | 21          | 0           | 21    |
| Hong Kong     | 4           | 0           | 4     |
| Vietname      | 2           | 6           | 8     |
| Camboja       | 3           | 0           | 3     |
| Austrália     | 1           | 0           | 1     |
| China         | 2           | 0           | 2     |
| Japão         | 1           | 0           | 1     |
| Reino Unido   | 1           | 0           | 1     |
| Canadá        | 2           | 0           | 2     |
| Macau         | 1           | 0           | 1     |
| Total         | 60          | 6           | 66    |

A maioria dos passageiros era da Coreia do Sul e Taiwan. Os 22 cidadãos taiwaneses vinham principalmente por motivos de negócios, embora dois ou três estivessem viajando para o Camboja para seus casamentos. Seis dos 21 sul-coreanos eram uma equipe médica doando equipamentos para a Universidade de Phnom Penh.

## Sobreviventes
Cinco pessoas ainda estavam vivas após o acidente e foram levadas para o hospital. Inicialmente, dois sobreviveram. Um menino de 14 meses da Tailândia que quebrou uma perna e um menino vietnamita de quatro anos que recebeu ferimentos na cabeça. Este último acabou morrendo no hospital.

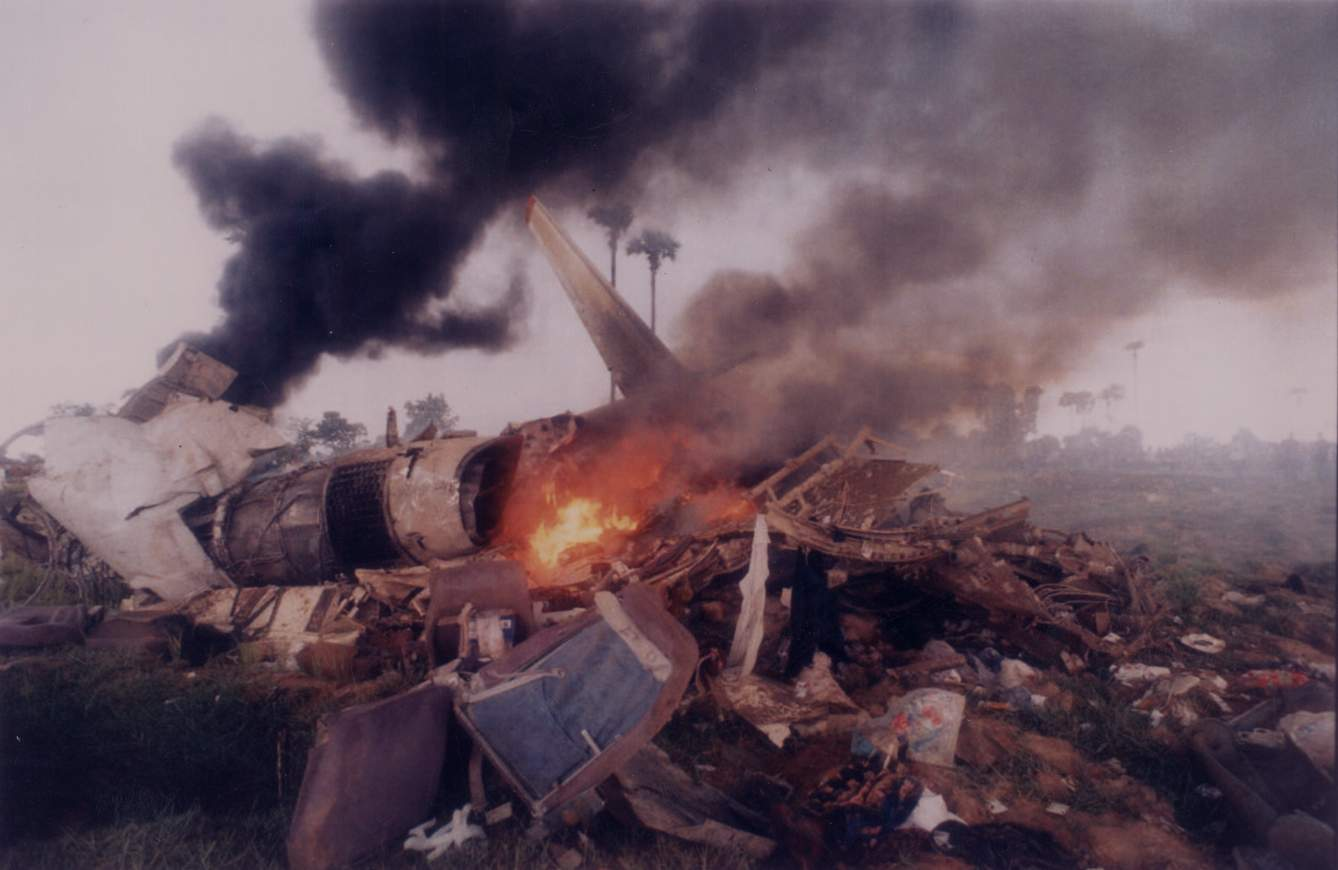
Destroços do avião logo após o acidente

## Destroços e recuperação

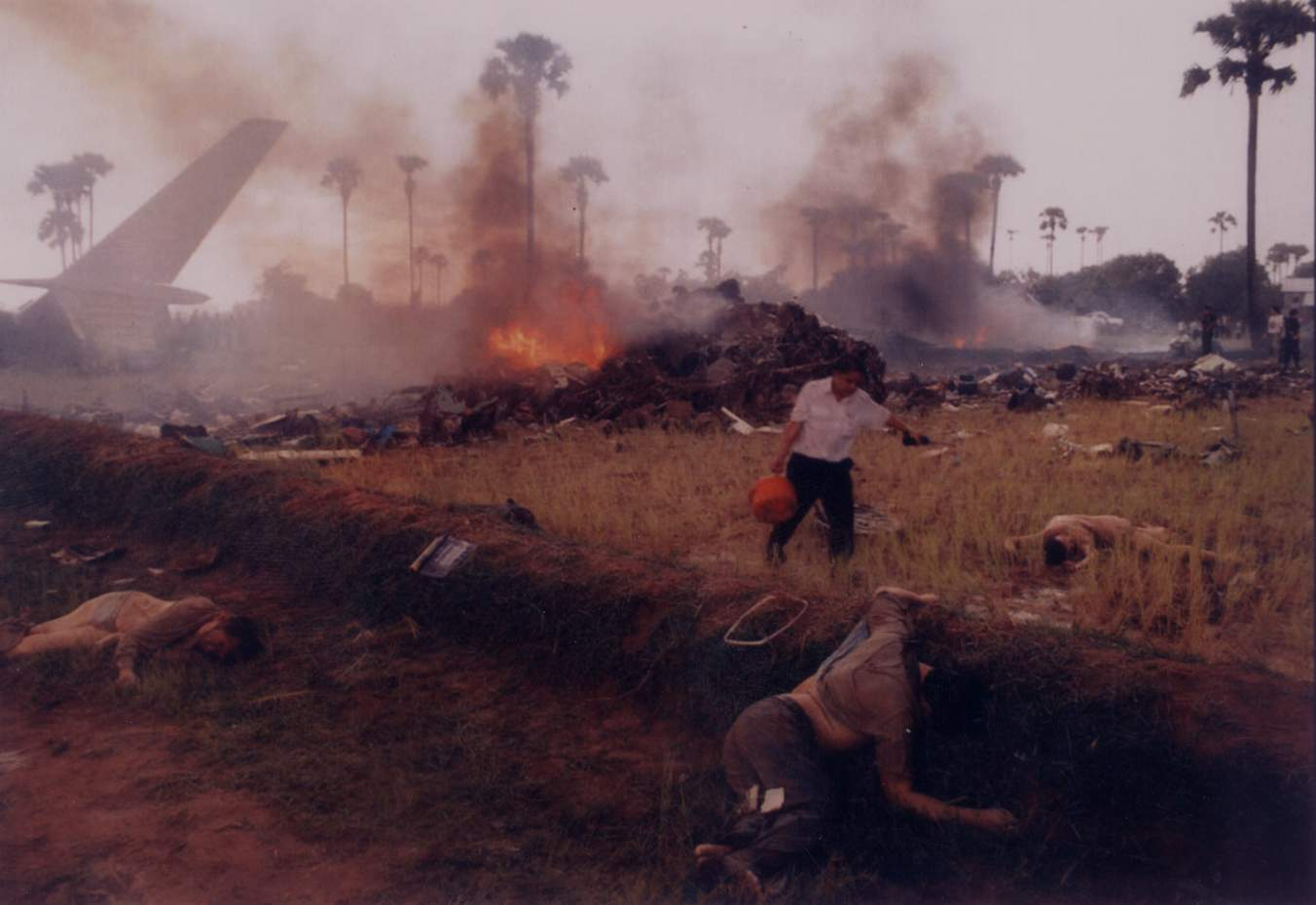
Outro ângulo do local do acidente. Corpos podem ser vistos perto dos destroços

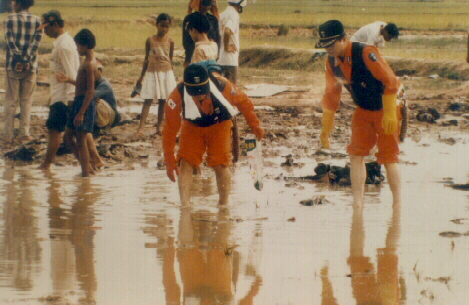
Equipes de resgate no local do acidente

O avião raspou o topo de uma casa e danificou-a antes de pousar em uma estrada. Uma asa decapitou duas vacas. O saque inicial da cena foi feito por militares e policiais. Depois que os corpos foram removidos, os moradores saquearam muitos dos pertences pessoais restantes e partes da aeronave, incluindo os gravadores de voo. O governo do Camboja ofereceu uma recompensa pela devolução dos gravadores de voo desaparecidos. Os três gravadores de voo, o gravador de voz da cabine, o gravador de dados de voo e o gravador de acesso rápido, foram todos obtidos dos moradores por US$ 10,200 e $1.500, respectivamente.

## Investigação
Inicialmente, os funcionários da Vietnam Airlines e do aeroporto de Phnom Penh discutiram sobre quem era o culpado. A companhia aérea afirmou que o equipamento de navegação do aeroporto de Phnom Penh estava fora de serviço e sua torre de controle deu aos pilotos informações incorretas antes da decolagem. No entanto, o relatório do Comitê de Investigação de Acidentes de Aeronaves do Camboja determinou que a causa do acidente foi erro do piloto. O relatório concluiu que os principais fatores foram:

- O capitão não seguiu as instruções do controlador de aproximação na torre de controle e tomou a decisão de continuar a descer em péssimas condições meteorológicas
- O capitão ignorou o conselho de seu primeiro oficial e engenheiro de voo
- A insistência do capitão em engajar o piloto automático mesmo depois de passar a altura mínima em que se deve decidir se pousa ou não
- As ações impulsivas do capitão para continuar sua abordagem nas condições revelaram "sua falta de preparação psicológica para abortar o pouso e dar a volta"

O capitão continuou sua descida de pouso de uma altitude de 6.600 pés (2.000 m) a 100 pés (30 m) mesmo que a pista não estivesse à vista, e ignorou os apelos de seu primeiro oficial e engenheiro de voo para arremeter. Quando a aeronave atingiu as árvores, o capitão finalmente percebeu que a pista não estava à vista e tentou abortar a aproximação. O engenheiro de voo pressionou para obter potência total, mas a aeronave perdeu o controle e desviou para a direita. O motor direito então falhou, tornando impossível ganhar sustentação. A aeronave posteriormente desintegrou e caiu.
Examinações da aeronave e registros determinaram que não havia problema mecânico e que toda a manutenção estava em dia. Toda a tripulação tinha licenças e atestados médicos válidos.